# Sorde-l'Abbaye
Sorde-l'Abbaye (gaskonsko Sòrda l'Abadia, okcitansko Sòrda l'Abadia) je občina v departmaju Landes in regiji Nova Akvitanija v jugozahodni Franciji. Naselje je leta 2019 imelo 623 prebivalcev.

## Geografija
Občina leži na robu Pays d'Orthe, ozemlja, ki je bilo nekoč pod nadzorom vicomté de Gascogne. Ta zemljišča odmaka reka gave d'Oloron, ki je pritok gave de Pau. Leta 1920 so na tej reki zgradili hidroelektrarno na mestu mlina, ki je pripadal samostanu.

## Zgodovina
Sorde l'Abbaye, ki leži na via Turonensis, starodavni cesti med deželami in Pireneji, je bil obiskan že v zgornjem paleolitiku in je doživel preporod v srednjem veku kot posledica romanja v Santiago de Compostela.
Najdišče Barat-de-Vin (v Gaskoniji, barat de bi) nedaleč od vasi, je bila glavna prometnica že vsaj dva tisoč let, na njej pa je živel starodavni človek, ki ga je privlačila rodovitnost dolino reke Adour.
- Prazgodovinsko kremenovo jedro – zgornji paleolitik
- Preboden medvedji zob
- Preboden levji zob
- Del jamskega medveda preluknjan in vgraviran z upodobitvijo ščuke.

Prazgodovinske ostanke iz obdobja zgornjega paleolitika so našli v bližnji jami Duruthy, ki je bila 13. aprila 1962 razvrščena kot zgodovinski spomenik.
Ob vznožju pečine na tem mestu je več prazgodovinskih nahajališč dalo izjemne artefakte magdalenskega obdobja. Na vrhu pečine je bil protozgodovinski oppidum, imenovan Larroque. izkopavanja ob rimski cesti, ki je preko Col de Cize vodila v Španijo, so razkrila tudi galsko-rimsko vilo, okrašeno z mozaiki.
V Béarnu in Bigorreju, starodavnih imenih za lokalno območje, sta bila majhna potoka, ki sta izvirala v gorah Pirenejev. V antiki so z vodo oskrbovali rimske terme, v srednjem veku pa so jih uporabljali za pogon vodnih mlinov in lovljenje lososov.
V okolici Sordeja je več krajev, kjer je mogoče obe reki prečkati s čolnom. Toponimija nekaterih hiš, ki se danes imenujejo »Passager« ali »Passage«, označuje ta mesta, prav tako imena krajev »l'Hôpital« ali »l'Espitaou«, ki nakazujeta, da so romarji nekoč tam prenočevali. Čolni pa niso bili vedno potrebni. Tu je tudi prehod, ki je lahko prehoden, razen ob spomladanski otoplitvi. Konec 12. stoletja je Rihard I. Levjesrčni očitno končal prakso ropanja romarjev na tem mestu.
Ne glede na to, koliko je reka predstavljala težavo za romarje, je bila tudi gospodarska pridobitev za lokalne prebivalce. Vodo so izkoriščali z mlini na vodo in pastmi za losose ali barosi, ki so si jih zamislili menihi in lovijo ribe z odbijanjem toka. Ti so ostali v uporabi do leta 1923. Losos je bil glavni vir dohodka za samostan, ki je lahko ujel do sto kilogramov na leto.

## Zanimivosti
- romanski benediktinski samostan sv. Janeza Krstnika iz 10. stoletja, stara romarska postaja na poti v Santiago de Compostelo, Via Turonensis, francoski zgodovinski spomenik od leta 1905, od leta 1998 v sklopu francoskega dela Jakobove poti na Unescovem seznamu svetovne kulturne dediščine;

Galo-rimske mozaike iz Sordeja najdemo v opatovi hiši samostana sv. Janeza, ki je za cerkvijo. Nekaj fragmentov je bilo najdenih okoli leta 1870, večino pa so odkrili leta 1957, zlasti med izkopavanji, ki so potekala od leta 1958 do 1966. Vsi mozaiki so registrirani kot zgodovinski spomeniki.
Ti marmorni mozaiki so bili del galo-rimske vile, ki je bila verjetno zgrajena v 3. stoletju. Na dvorišču opatove hiše ni več sledu zidov vile, vidna pa je notranjost kaldarija in frigidarija kopališča vile. V mozaike so grobove vkopali po-rimski prebivalci.
- jama Duruthy, prazgodovinsko najdišče z ostanki kamnitega orodja iz obdobja Magdalenske kulture; v bližini se nahaja protozgodovinski oppidum Larroque.